# Steel Panther
Steel Panther ist eine US-amerikanische Glam-Metal-Band aus Los Angeles, die 2000 von Ralph Saenz (Michael Starr, Gesang), Russ Parrish (Satchel, Gitarre), Travis Haley (Lexxi Foxx, Bass) und Darren Leader (Stix Zadinia, Schlagzeug) gegründet wurde und seit 2008 bei Universal Records unter Vertrag steht.
In Auftreten und Musik zitiert die Gruppe stark den Hair Metal und Sleaze Rock der 1980er Jahre. Dabei bewegen sie sich zwischen Parodie, Hommage und Verehrung. Die gelegentliche Einordnung als Fun Metal begründet sich durch die klischeehaft überzogene Attitüde sowie die ironischen Texte, die vor allem Sex, Frauen und Drogenkonsum behandeln. 

## Geschichte

### Ursprünge
Sänger Ralph Saenz (* 1965) aus Chicago, alias Michael Starr, war ab 1987 mit der Band Nightfall aus Orange County aktiv. Zu einem Plattenvertrag schaffte es die Gruppe allerdings nie, und der größte Erfolg der Band bestand aus einem Beitrag zu einer Kompilation, die von Metal-Radiosender KNAC veröffentlicht wurde. Anschließend war er in der Band 7 % Solution aktiv, mit Mitch Perry (zuvor bei Steeler, MSG und Talas) an der E-Gitarre. Doch 1993 war die Blütezeit von Glam Metal und Hard Rock längst vorüber und keine Plattenfirma zeigte noch Interesse. Ab 1994 folgte sein Engagement in der Van-Halen-Tribute-Band Atomic Punks (bis 2008). 1996 sang Saenz für die L.A. Guns die EP Wasted ein, was jedoch das einzige Gastspiel für die Formation blieb. Auftritte mit den Atomic Punks gestalteten sich durchaus erfolgreich, so dass Saenz 2000 sogar ein Angebot der Band Ratt ausschlug, Stephen Pearcy, der die Gruppe soeben verließ, am Mikrofon zu ersetzen. Auch David Lee Roth erwähnt die Atomic Punks sehr wohlwollend in seiner Autobiografie Crazy from the Heat. 2001 hatte Saenz einen Gastauftritt im Film Rock Star von Stephen Herek und mit Mark Wahlberg in der Hauptrolle.

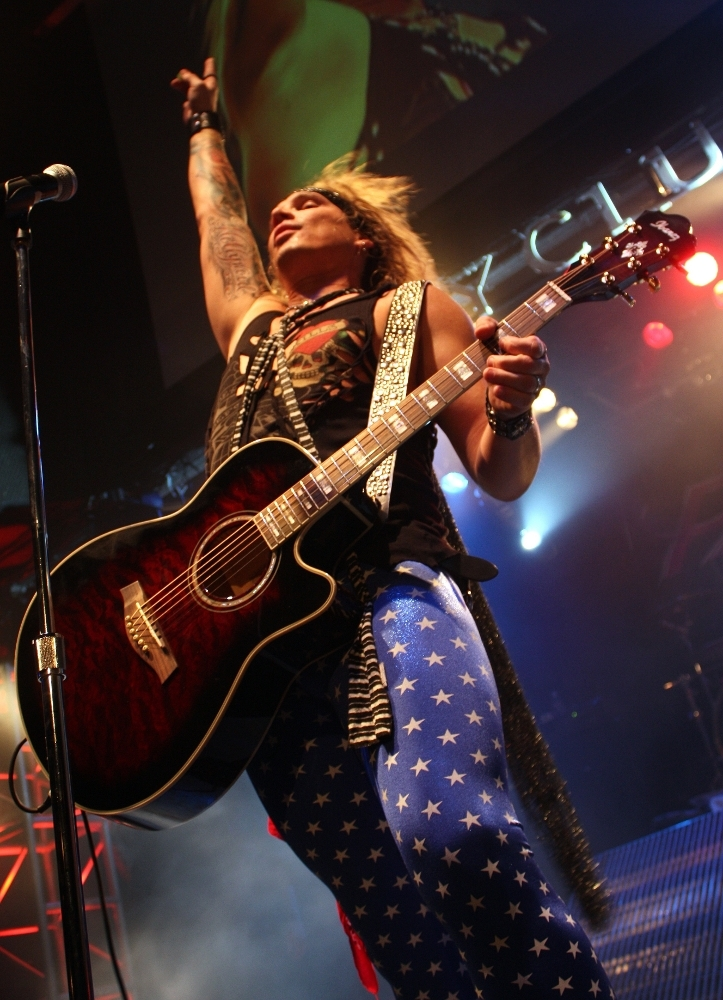
Sänger Michael Starr (2008)

2000 begründete er zusätzlich Metal Shop als Hair Metal-Coverband mit. Über Perfect World Entertainment, dem Unternehmen des ehemaligen Roxanne-Sängers Jamie Brown, kommt er so in Kontakt zu Darren Leader (* 1969) und Russ Parrish (* 1970), später bekannt unter deren Pseudonymen Stix Zadinia und Satchel. Parrish galt früh als ambitionierter und begabter Gitarrist und besuchte ab Ende der Achtziger das renommierte Musicians Institute in Los Angeles, wo er Schüler von Paul Gilbert (Racer X, Mr. Big) war. In einem Interview erwähnte der Gitarrist, dass er seinen Stil entwickelte, indem er sich tausendfach Musikstücke von Van-Halen anhörte. Den Gitarristen Edward Van Halen nennt er als wichtigen Einfluss und einen der wichtigsten Musiker aller Zeiten. Mit seinem Freund und Mentor Gilbert, mit dem sich Parrish in Los Angeles zeitweise eine Wohnung teilte, und dem Sänger Jeff Martin gründete er das Cover-Trio The Electric Fence. Die einzige offizielle Veröffentlichung beschränkte sich jedoch auf ein Lied zu einem Jeff-Beck-Tributealbum 1996. Mit Jeff Martin spielte er gleichzeitig aber auch in der Band Bad Dog, die es zwar zu einem Vertrag mit Atlantic Records schaffte, sich nach wenigen Konzerten jedoch wieder auflöste. Außerdem spielte Satchel ab 1993 bei War & Peace, einer Band, die von Jeff Pilson, dem ehemaligen Bassisten der Band Dokken, gegründet wurde, zudem bei Fight, gegründet von Judas-Priest-Frontmann Rob Halford. Weitere kleinere musikalische Engagements folgten für ihn, etwa bei der Power-Pop-Formation Outta the Blue, ab 1995 bei Kevin Gilbert und der Band The Ducks, später umbenannt in The Thornbirds. In letzterer war er mit Darren Leader, dem späteren Schlagzeuger von Steel Panther, aktiv.

### Von Metal Shop zu Steel Panther
2000 schließlich riefen Sänger Saenz, Gitarrist Parrish, Schlagzeuger Leader und Bassist Travis Haley Metal Shop ins Leben. Zum Konzept gehörte von Anfang an, nicht nur bekannte Hair Metal-Hits zu covern, sondern auch die entsprechenden Bands zu parodieren, gepaart mit klischeehaftem Auftreten und Comedy-Elementen. „Spinal Tap auf Kokain, mit Musikern, die wirklich spielen können.“, wie Saenz es beschrieb. Gemäß der eigenen Band-Mythologie besteht die Formation bereits seit 1988, zu spät, um noch erfolgreich zu sein. Dazu der Sänger Michael Starr später: „Als der Grunge Anfang der neunziger Jahre den Metal verdrängte, haben wir nicht unsere Haare abgeschnitten und sind nicht zu Alternative-Typen geworden. Wir haben konsequent weiter Heavy Metal gemacht. Überlebt haben wir aber nur, indem wir Coverversionen gespielt haben, denn keine Plattenfirma wollte uns in der Zeit einen Vertrag anbieten. Wir haben jahrelang in vielen ausverkauften Clubs Lieder von Guns N'Roses und Mötley Crüe gezockt. Als unsere Erfolge schließlich immer größer wurden, haben wir beschlossen, eigene Songs zu schreiben.“
In einem weiteren Gespräch erklärte Starr bedauernd: „In den Neunzigern hat sich Heavy Metal verzogen. Nirvana, Pearl Jam und die anderen Grunge-Bands haben ihn vertrieben. Kurt Cobain hat sich kurz darauf erschossen, weil er seine eigene Musik nicht mehr ertragen konnte. Alle unsere Freunde in Hollywood schnitten sich die Haare ab und spielten Alternative oder Grunge. Nur wir trugen weiterhin stolz Spandex und rockten weiter.“ Zu Beginn der Karriere bestritt die Formation wöchentliche Auftritte im Viper Room, damals im Besitz von Johnny Depp, und rasch stellten sich vielversprechende Erfolge, sowie eine ansteigende, zunächst lokale, Popularität ein. So wurden sie für einen Discover-Card-Fernsehspot engagiert, in dem sie unter dem Namen Danger Kitty auftraten und wöchentliche Auftritte im Key Club folgten. Noch unter Metal Shop veröffentlichten sie 2002 ihr erstes eigenes Lied Love Rocket und ein Jahr später im Eigenvertrieb das Debütalbum Hole Patrol. Dieses enthielt bereits Lieder, die später unter Steel Panther neu eingespielt wurden. Besondere Beachtung daraus fanden bereits die Lieder Death to all but Metal, welches den Weg auf Kompilationen fand, sowie das Cover Fantasy des Musikers Aldo Nova, das als Titellied für eine MTV-Fernsehserie mit Rob Dyrdek (Rob Dyrdek's Fantasy Factory) verwendet wurde. Das Cover des Albums lehnte sich dabei bewusst an Look What the Cat Dragged In von Poison an.

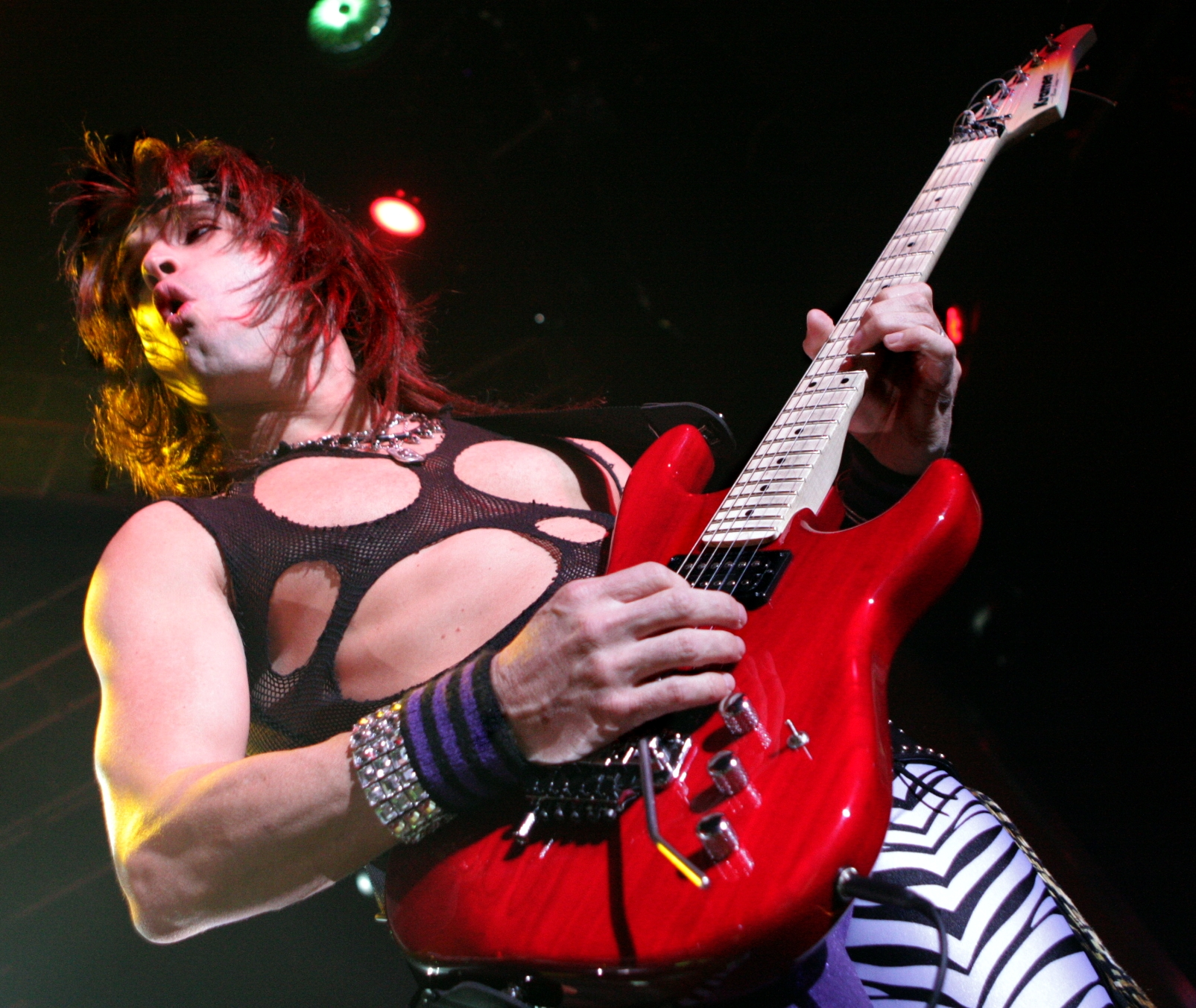
Gitarrist Satchel (Live, 2009)

Anschließend folgte ein Bruch mit dem Unternehmen Perfect World Entertainment. Da dieses jedoch die Namensrechte an Metal Shop und Danger Kitty hält, war eine Umbenennung der Gruppe in Metal Skool nötig. Auch entstanden nun die neuen Pseudonyme, während zuvor die Namen Michael Diamond, Rikki Ratchet, Armando Lbs und Ginger Roxx genutzt wurden. Die Band gewann den Wettbewerb Best Tribute Band in the Universe, woraufhin die Band zu einer der populärsten Cover-Bands in Kalifornien avancierte. Eine rasch ansteigende Popularität, vor allem in Kalifornien, war die Folge, so dass in der Folgezeit oft prominente Persönlichkeiten, wie Criss Angel, Kenny Loggins, Paul Stanley, Corey Taylor, Drew Carey, Chad Kroeger, Jerry Cantrell, Justin Hawkins, Kelly Clarkson, Phil Anselmo, Billy Ray Cyrus, Tom Morello, David Bryan, Pink, Vince Neil oder Avril Lavigne bei Konzerten gemeinsam mit der Band auftraten.
Unter Metal Skool wurde Hole Patrol 2005 neu veröffentlicht, zusätzlich mit einem Ian Hunter-Cover, das für die Sitcom Drew Carey Show eingespielt wurde, wo die Band einen Gastauftritt hatte. Ein weiterer folgte 2007 in der Serie Las Vegas. 2008 beenden Saenz und Parrish ihre Beteiligung bei den Atomic Punks, die jahrelang parallel existierten, um sich nun vollends auf ihre Hauptband konzentrieren zu können, die fortan den Namen Steel Panther trägt. Bereits im selben Jahr unterzeichneten sie einen Vertrag bei Republic Records unter Universal Records. Als erste Single unter dem neuen Bandnamen erschien 2009 eine neu eingespielte Version von Death to all but Metal, wozu auch ein Musikvideo entstand.

### Feel the Steel
Im Sommer 2009 veröffentlichten sie schließlich das Album Feel the Steel, welches Platz 98 der US-amerikanischen Billboard-Charts erreichte. 2010 stand dieses Album auch zur Auswahl für eine mögliche Nominierung für den Grammy als Best Comedy Album. Trotz ansteigenden Erfolgs mit eigenem Material bestritten Steel Panther aber nach wie vor ihre Auftritte als Coverband auf dem Sunset Strip und in Las Vegas. In Europa gewannen Steel Panther zunächst in England und bald auch in Deutschland an Popularität. Sowohl musikalisch als auch im Auftreten spalten Steel Panther jedoch die Hörerschaft. Die einen sehen in der Band eine gelungene Parodie auf den Achtziger-Jahre-Hair Metal, andere sehen sie als bloßen Versuch, die Poser-Acts jener Zeit zu zitieren, und als gekünstelt. Im September 2010 folgte die erste Steel Panther-Tour durch Deutschland, noch mit nur vier Terminen in Köln, München, Berlin und Hamburg.

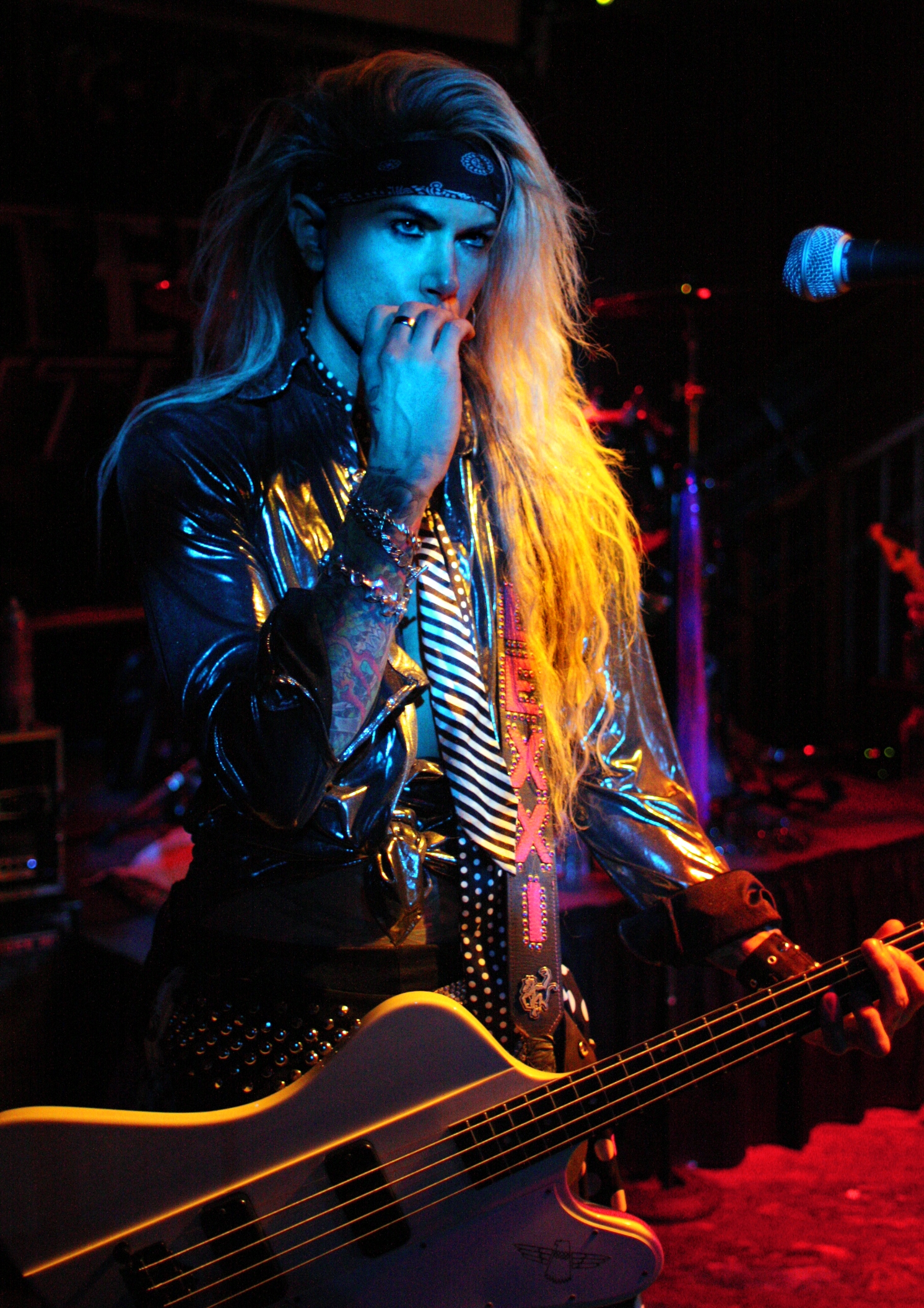
Bassist Lexxi Foxx (Live, 2009)

Schon dieses Album erhielt sehr wohlwollende Kritiken. So lobte es Justin Crafton mit „stellar musicianship, amazing vocals, lyrics any rocker whose heyday was in the 1980's wished they wrote and top-notch production make this album my pick, hands down, for the 'best album of 2009“. Im Zuge der Albumveröffentlichung von Feel the Steel in Deutschland erklärte Michael Starr: „Wenn du Rap oder Hip Hop hörst, geht es auch darum, high zu sein und um geile Weiber. Aber diese Musik ist eben scheiße. Und in allen anderen Musikrichtungen geht es nur um Probleme und große Gefühle. Ich will was über geile Partys und heiße Weiber hören! Ich will nichts von den Problemen hören, die ich eh jeden Tag habe, sondern über die geile Zeit, die ich gerne hätte. Da singe ich gerne mit. Und die Girls lieben es auch. Bei Death-Metal-Konzerten, wo es nur um Tod und Gewalt geht, sind kaum Mädels im Publikum. Da kriegst du keine Pussy für den Abend.“

### Balls Out
Während einer Tour in Großbritannien 2011 spielten sie bereits neues Material und kündigten das nächste Studioalbum für Oktober an. Dieses erschien dann unter dem Titel Balls Out und erreichte Platz 40 der US-amerikanischen Billboard-Charts. Die deutsche Musikzeitschrift Metal Hammer kürte es zum Album des Monats. Ende 2011 folgte eine Konzertreise durch Großbritannien, wo sie als Vorband für Def Leppard und Mötley Crüe spielten. Außer in ihrer Heimat Kalifornien feierten Steel Panther 2012 insbesondere in Großbritannien und Deutschland Erfolge. Zu Kontroversen führte, dass Anfang 2012 Plakate der Band in England von öffentlichen Wänden entfernt werden mussten. Diese zeigten das frivole Cover des Balls-Out-Albums, auf dem sich eine halbnackte Frau Liebeskugeln zwischen ihre Beine hält.
Thematisch bot das Album die übliche Melange aus Sex und Drogenkonsum. Etwa über sexbesessene Außerirdische (Supersonic Sex Machine), die nachahmungswerten Eskapaden von Tiger Woods (Just Like Tiger Woods) oder Sex mit 17 Frauen hintereinander (17 Girls in a Row). Beim Lied It Won't Suck Itself wirkten Nuno Bettencourt und Chad Kroeger als Gastmusiker mit. Nur die japanische Version des Albums enthielt das Lied Handicapped Slut, welches zu heikel für eine Veröffentlichung in den USA erschien. In der deutschen Musikzeitschrift Rock Hard lobte Redakteur Andreas Himmelstein das Album: „Mit dieser erstklassigen Gitarrenarbeit, dem fetten Sound und dem Talent des nahezu perfekten Songwritings hätten Steel Panther in der zweiten Hälfte der Achtziger in der US-Sleaze-Metal- und Hardrock-Szene erfolgsmäßig ohne Zweifel ganz vorne mitgespielt.“ Dass der infantile Humor die Gemüter spalte, könne er zwar verstehen, dennoch erkenne er darin die bewusst-klischeehafte Persiflage.
Die FHM lobte Balls Out als „politisch unkorrekten Geniestreich“ und fügte an, dass die Bezeichnung „Parodie“ für das Album ad absurdum geführt werde, da es nicht nur „lyrisch rotzfrech“, sondern auch „handwerklich perfekt“ sei. Im Zuge der Albumveröffentlichung bestritten Steel Panther im Herbst 2012 auch eine ausgedehnte Tour durch Deutschland, bereits in ausverkauften Hallen. Ebenfalls 2012 veröffentlichten sie ihre erste Live-DVD British Invasion mit einem Konzert in der Brixton Academy in London.

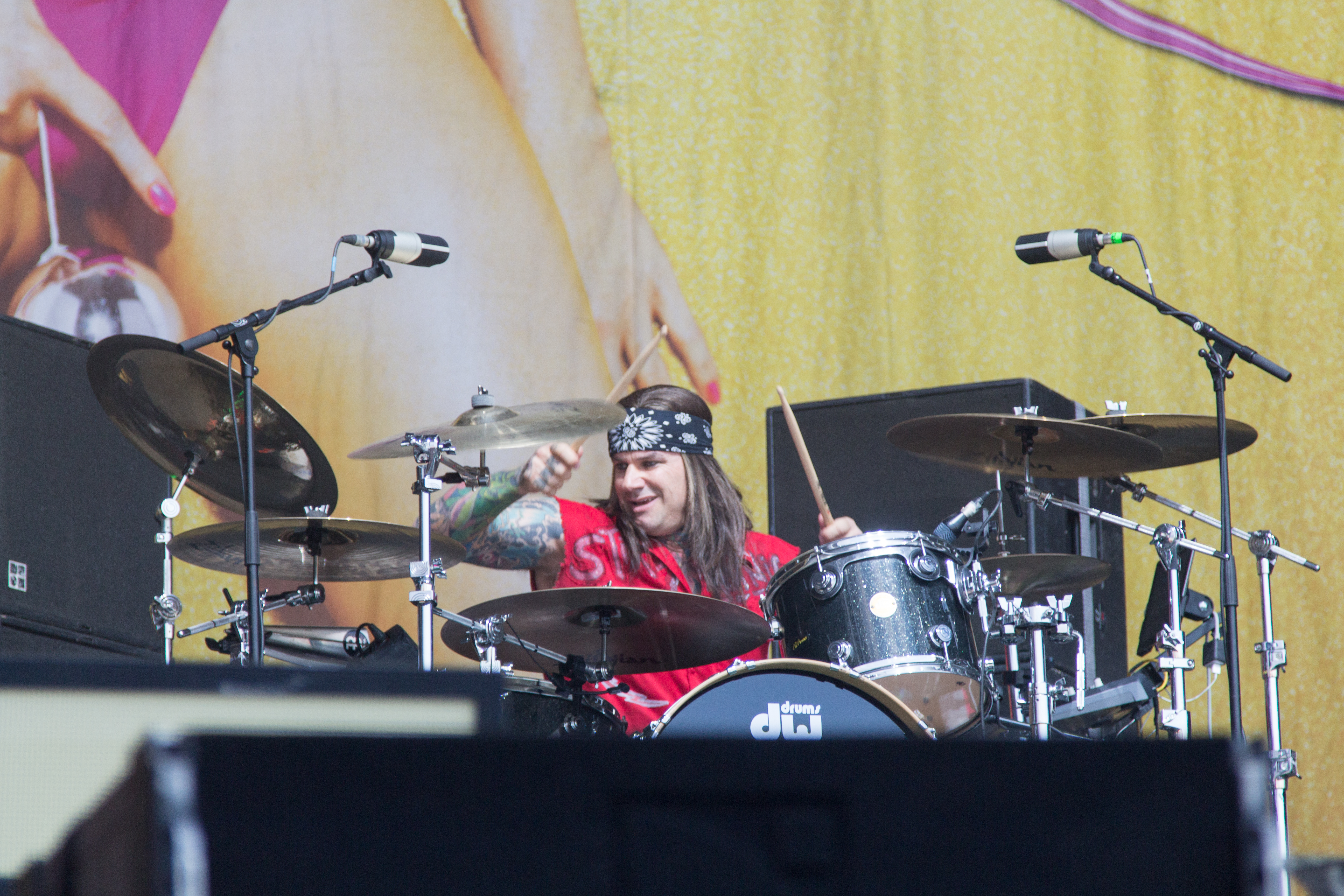
Stix Zadinia beim Nova Rock 2014

Das Album Balls Out wurde in Deutschland im September 2012 auf Liste A der Bundesprüfstelle für jugendgefährdende Medien (BPJM) gesetzt. Dies bedeutet, dass das Album nicht beworben oder an Personen unter 18 Jahren verkauft werden darf. Zwar betont die Behörde, durchaus das „parodistische Gesamtkonzept“ zu erkennen und die Kunstfreiheit zu schätzen, da die Künstler jedoch „an keiner Stelle ihre Pose brechen“ und so „als omnipotente Rockstars scheinbar allgemeingültige Thesen über die Behandlung von Frauen im sexuellen Kontext verbreiten“, sei das Potential einer sozialethischen Desorientierung Jugendlicher durch die Texte gegeben. Als Hauptgrund nennt die Bundesprüfstelle vor allem das Lied Critter. Sie begründet dies damit, dass „Sexualität hier als reines Abhängigkeitsverhältnis bzw. als Mittel der Gefügigmachung der Partnerin beschrieben wird.“ Sie fügt hinzu: „Je grober und herabwürdigender der Umgang mit der Partnerin sei, desto gefügiger und treuer verhalte sie sich gegenüber dem Mann. Der Vergleich mit einem Kriechtier bei gleichzeitig propagierter analer Penetration ist geeignet, das Frauenbild extrem herabzuwürdigen.“
In einem Gespräch mit Satchel zeigte sich dieser darüber amüsiert und äußerte ironisch, er sehe es als weiteren Ansporn, dass künftig weitere Alben in Deutschland indiziert werden. Über die Indizierung und das verantwortliche Lied Critter meinte er zudem: „Lass mich eine Geschichte erzählen: Ich kannte mal einen echt netten Jungen, der während eines Weihnachtsessen im Kreis seiner Familie unsere Platte gehört hat. Danach ist er aufgesprungen und hat vor versammelter Mannschaft seine Tante in den Hintern gefickt. Das Gremium hat also Recht: Solche Dinge können passieren. Man hat aber natürlich immer die Wahl, ob man auf einem Weihnachtsessen den Prengel auspacken möchte oder es besser sein lässt. Es ist eine Sache der freien Entscheidung. Will ich es diesem Girl in den Hintern besorgen und ihr richtig eine ballern – oder lieber nicht? Wenn das Mädchen darauf steht, dann ist die Antwort klar. Man muss sein Gegenüber nur richtig einschätzen können. Manche mögen so was, andere nicht.“

### All You Can Eat
Im Frühjahr 2014 führte Steel Panther in Europa die Spreading the Disease-Tour, in Deutschland in ausnahmslos ausverkauften Hallen. Dabei spielten sie erstmals neues Material vom kommenden Album All You Can Eat. Die vorab betriebene PR-Tour führte sie auch ins Sat.1-Frühstücksfernsehen, wo sie live eine Akustikversion ihrer neuen Single Party Like Tomorrow is the End of the World aufführten. Beim Video zu dem Song wirkten verschiedene Prominente, wie Ron Jeremy, Steve-O, Chuck Liddell und RJ Mitte mit.

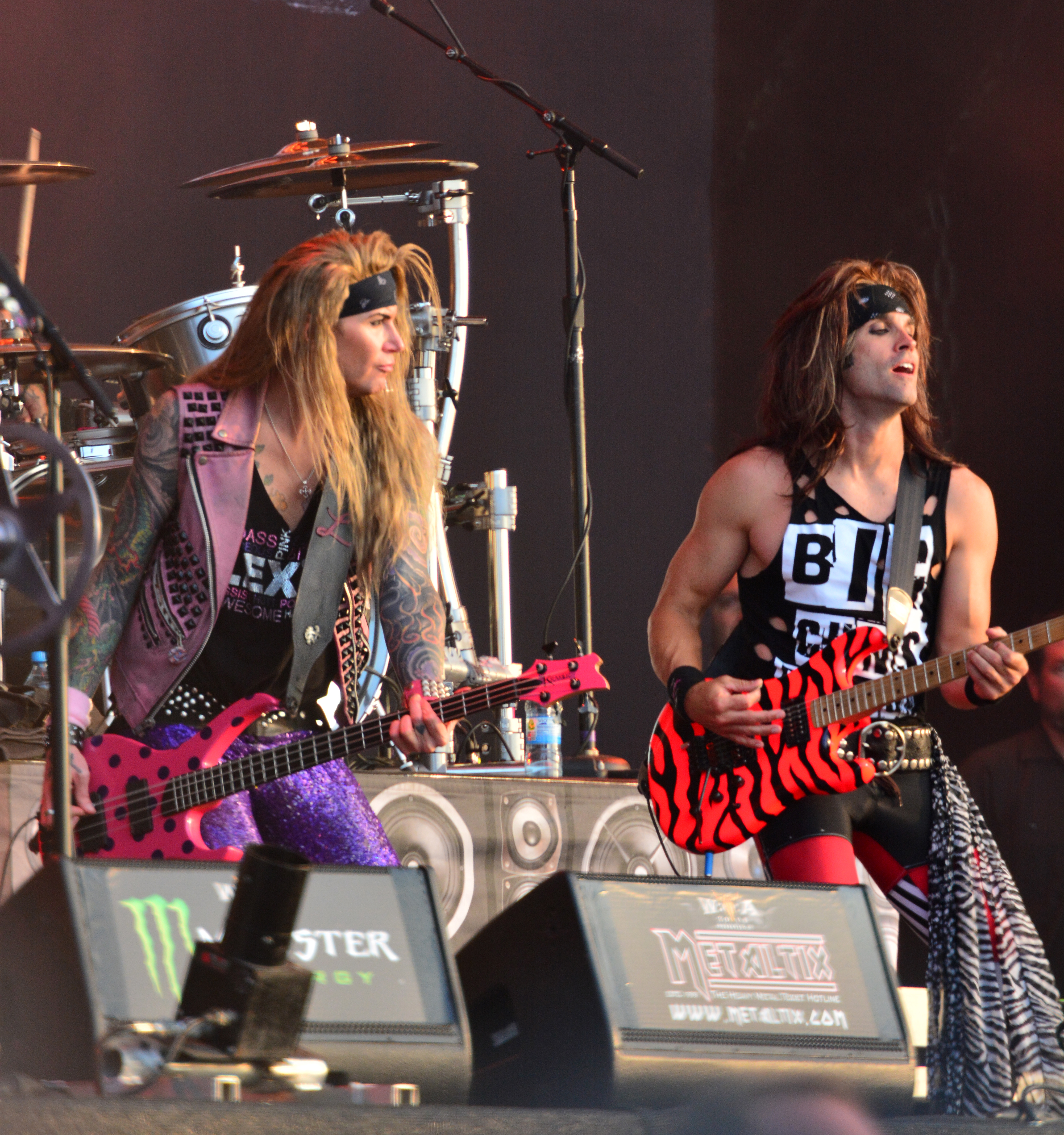
Live auf dem Wacken-Open-Air (2014)

Im April 2014 erschien schließlich das dritte Album All You Can Eat. In Deutschland erreichte dieses Platz 15 der Charts, in Österreich sogar Rang 13. Ebenfalls im April wurde mit Glory Hole eine weitere Single mit einem Musikvideo, unter Mitwirkung von Pornodarstellerinnen wie Nikki Hearts, veröffentlicht. Das Lied behandelt dabei die gleichnamige Sexualpraktik. Für das Lied Gangbang at the Old Folks Home spielte Vivian Campbell ein Gitarrensolo ein. Das Lied handelt von Gruppensex im Altersheim, zu dem die Bandmitglieder, wie bei allen anderen Liedern, behaupten, es wäre autobiografisch.
Die Visions veröffentlichte zwei unterschiedliche Kritiken zum Album. Britta Helm führt positiv auf, dass Steel Panther mit dem Album „weniger den überdrehten Glam Metal von früher entlarven“, als vielmehr die „verklemmte Aufgeklärtheit von jetzt“ und lobt ausdrücklich den Humor und die Ironie der Platte. Markus Hockenbrink hingegen beschreibt zunehmende Abnutzungserscheinungen beim „Pennäler-Humor“, der nicht seinen Geschmack träfe. Markus Bellmann von Plattentests.de hingegen schreibt von „grenzwertigem Humor“, der aber „verdammt viel Spaß“ machen kann. Ob die Liedtexte nun „blanker Sexismus oder infantil bis selbstironisch“ wären, dürfte für ihn „geklärt“ sein. Im Metal Hammer lobte Dorian Gorr Steel Panther als „derzeit beste Glam Metal-Band“. Die „sexuell aufgeladenen Texte, mit einem dicken Augenzwinkern“ seien für ihn nicht nur verschmerzbar, sondern würden „den Hörgenuss schlichtweg angenehmer“ machen. Da die Band ihr Handwerk versteht, würde sie daher „nie zu einem endgültigen Klamauk-Act verkommen“.
Die folgende All You Can Eat-Tour führte die Band im Sommer unter anderem erstmals auf das Wacken Open Air sowie das Metalfest Loreley. 2015 bestritten sie des Weiteren einen Gastauftritt im Video Road Trip des Duos Ninja Sex Party. Im Frühjahr 2015 erfolgte eine erneute Tour durch Europa, sowie später die Ankündigung, 2016 wieder auf dem Wacken Open Air zu spielen. In Zusammenarbeit mit dem Männermagazin Playboy drehte die Band 2015 ein weiteres, alternatives Musikvideo zu Party Like Tomorrow Is the End of the World. Bei diesem spielte das Playmate Kim Phillips (US-Miss September 2009) mit. Ende Februar 2016 veröffentlichten Steel Panther das Akustik-Livealbum Live from Lexxi's Mom's Garage. Ebenfalls 2016 meldete sich Ray Luzier zu Wort, er sei der Originalschlagzeuger der Band gewesen, aus den Anfangstagen als Metal Shop. Die Band habe er dann zugunsten des Engagements als Live-Schlagzeuger für David Lee Roth verlassen.

### Lower the Bar
Am 24. März 2017 veröffentlichte die Band ihr fünftes Studioalbum unter dem Titel Lower the Bar. Vorab wurde ein Musikvideo zum Cheap-Trick-Cover She's Tight veröffentlicht, bei dem Cheap-Trick-Sänger Robin Zander mitwirkte. Das Video zu Poontang Boomerang wurde erstmals auf der Pornoseite Pornhub präsentiert. Veröffentlicht wurde das Album als Standard-CD, als Vinyl-LP, als „Deluxe Edition“ mit zwei Bonusliedern und einem Lentikularcover, sowie als SHM-CD. Der Albumtitel soll laut Satchel eine Lebensphilosophie ausdrücken: „Jeder sollte sich daran halten, wenn er eine schöne Zeit erleben will. Es geht darum, die Erwartungen zu senken. Jeder Typ will beim Ausgehen immer die heißesten Bräute aufreißen, aber wenn du dir bewusst eine suchst, die nicht zu den größten Fegern zählt, hast du wahrscheinlich mehr Erfolg und vielleicht sogar besseren Sex. Die Menschen wollen dir immer einreden, dass du groß denken sollst, um im Leben Erfolg zu haben. Ich sage: denke klein und sei glücklich mit dem, was du hast.“
Auf der Musikseite metal.de lobte es Michael Klaas, man merke der Band „eine gewisse Reife beim Spielen ihrer Musik“ an. Der Klang „drückt nach vorne, ohne sich in Experimenten zu verheddern“, die Platte „mache Spaß“, auch wenn es „hier technisch gesehen keinen Überhit gibt“. Lyrisch halte sich die Band erneut „nicht mit Schlüpfrigkeiten zurück“. Dabei ziele sie „mit einer derartigen Vehemenz unter die Gürtellinie und hinein in die Steißregion“, dass es „fast schon niedlich“ sei. Wie könne man „diese Band da nur ernst nehmen geschweige denn hassen?“ Man könne sich über die Texte aufregen oder einfach darüber lachen, dennoch lobt Klaas die Leidenschaft der Gruppe. Im Metal Hammer urteilt Mathias Mineur über das Album, die Grenze zur Comedy sei „dünn wie Brotpapier“, die „kunterbunte Hair Metal-Persiflage“ wäre aber „alles andere, als pure Parodie“. Das Album überzeuge mit „erstklassigen Rock-Nummern, von erstaunlicher Kernigkeit“, die Produktion sei „prächtig“ und die spielerische Leistung „tadellos“. Lower the Bar sei ein „hinreißendes Rock-Album“, wie „es nur selten auf den Markt kommt“.
Anlässlich der Albumveröffentlichung führte die Kronen Zeitung ein Interview mit der Band, bei dem diese erneut bekräftigte, wie ernst sie sich als Musiker sähen, auch nachdem etwa Nikki Sixx und Tommy Lee sich wenig schmeichelhaft über Steel Panther äußerten und diese etwa als „lächerliche Spaß-Band“ und „Witz-Band“ bezeichneten. Gemäß Michael Starr wären gerade Mötley-Crüe-Fans große Liebhaber von Steel Panther und beide würden sich zu ernst nehmen: „Er (Sixx) glaubt, dass wir nur ein Witz sind, wie eine dumme Witz-Band die nicht mit ihnen spielen sollten. Alle ihre Fans mögen uns!“ Satchel äußerte sich dazu gegenüber der Kronen Zeitung: „Natürlich waren wir 20 Jahre später dran als all die anderen. Aber wir alle schrieben und schreiben Songs über Partys und das Ficken. Wo ist der Unterschied zwischen unserem Song 'Party Like Tomorrow Is the End of the World' und der Crüe-Nummer '10 Seconds to Love'? Wir machen es vielleicht mit etwas mehr Humor, aber ist das nicht egal? Dass man uns als Parodie-Band bezeichnet, ist nicht okay. Wir nehmen die Musik verdammt ernst und spielen jede Show so, als ob es die letzte wäre.“
Robert Fröwein meint, mit ihren flachen, „extrem sexualisierten und jede politische Korrektheit umschiffenden Texten“ stießen Steel Panther wie „ein Speer in eine hermetisch abgeriegelte Welt skandalfreier Ordnung“. „Selbsternannte Wächter des guten Geschmacks“ hätten es ebenso auf die Band abgesehen, wie „humorresistente Moralapostel, denen die beißende und zugegeben grenzwertige Ironie der Band zu viel ist“. Im Interview äußerte sich Satchel: „Speziell im Internetzeitalter sind es nicht nur Feministinnen, die uns hassen. Wir lieben Vaginas über alle Maßen und uns ist es scheißegal, was irgendjemand darüber denkt. Wir sind sicher die ehrlichste Band im ganzen Rock'n'Roll-Zirkus, weil wir unseren Gefühlen freien Lauf lassen. Was soll ich denn machen, wenn die Titten einer Frau schön sind? Sie nicht dafür loben? Eine Steel Panther-Show ist ein Sicherheitshafen für politische Unkorrektheit. Du kannst zu uns kommen und sagen, was immer du willst. Wir sind auf der richtigen Spur, sonst würden die Fans nicht unsere Alben kaufen und zu unseren Shows kommen. Die Hater suchen sich ohnehin immer die gleichen Punkte heraus.“

### Heavy Metal RulesundOn the Prowl
Für den 27. September 2019 ist das neue Studioalbum Heavy Metal Rules angekündigt, woraus vorab bereits zwei Musikvideos zu Liedern des Albums veröffentlicht wurden. Am 17. Juli 2021 gab die Band auf ihrer Webseite bekannt, dass Lexxi Foxx die Band verlässt, um sich einem Schönheitssalon für Hunde zu widmen. Abseits dieser Attitüde, sprechen andere Quellen davon, dass es bandintern Streit gab bezüglich des Einflusses von Jason Lekberg, dem „Social Media Manager“ der Band. Nach seinem Ausstieg sprach Travis Haley im Oktober 2021 von „wunden Punkten“, die Trennung betreffend, Kontakt habe er nur noch zu Sänger Michael Starr.
Mittlerweile ist Travis Haley in der Band Hollywood Gods N‘ Monsters aktiv. Steel Panther bestritt Konzerte seitdem mit verschiedenen Gastbassisten, darunter Rikki Thrash und Dazzle. Seit 20. September 2022 ist nach offiziellen Angaben „Spyder“ das neue Bandmitglied am Bass. Anfang Oktober verkündete die Band zudem, dass am 24. Februar 2023 ein neues Album namens On the Prowl veröffentlicht wird. Die Band bewarb sich für eine Teilnahme an der 18. Staffel der Castingshow America’s Got Talent und trat im Mai 2023 beim Vorentscheid an.

## Diskografie

### Studioalben
| Jahr | Titel Musiklabel                      | Höchstplatzierung, Gesamtwochen, AuszeichnungChartplatzierungen (Jahr, Titel, Musiklabel, Platzierungen, Wochen, Auszeichnungen, Anmerkungen) | Höchstplatzierung, Gesamtwochen, AuszeichnungChartplatzierungen (Jahr, Titel, Musiklabel, Platzierungen, Wochen, Auszeichnungen, Anmerkungen) | Höchstplatzierung, Gesamtwochen, AuszeichnungChartplatzierungen (Jahr, Titel, Musiklabel, Platzierungen, Wochen, Auszeichnungen, Anmerkungen) | Höchstplatzierung, Gesamtwochen, AuszeichnungChartplatzierungen (Jahr, Titel, Musiklabel, Platzierungen, Wochen, Auszeichnungen, Anmerkungen) | Höchstplatzierung, Gesamtwochen, AuszeichnungChartplatzierungen (Jahr, Titel, Musiklabel, Platzierungen, Wochen, Auszeichnungen, Anmerkungen) | Anmerkungen                                            |
| Jahr | Titel Musiklabel                      | DE | AT | CH | UK | US | Anmerkungen                                            |
| ---- | ------------------------------------- | --- | --- | --- | --- | --- | ------------------------------------------------------ |
| 2009 | Feel the Steel Universal Music Group  | — | — | — | UK52 Gold · (2 Wo.)UK | US98 (4 Wo.)US | Erstveröffentlichung: 8. Juni 2009 Verkäufe: + 100.000 |
| 2011 | Balls Out Universal Music Group       | — | — | CH87 (1 Wo.)CH | UK37 (1 Wo.)UK | US40 (2 Wo.)US | Erstveröffentlichung: 31, Oktober 2011                 |
| 2014 | All You Can Eat Universal Music Group | DE15 (2 Wo.)DE | AT13 (2 Wo.)AT | CH22 (2 Wo.)CH | UK12 (3 Wo.)UK | US24 (2 Wo.)US | Erstveröffentlichung: 1. April 2014                    |
| 2017 | Lower the Bar Universal Music Group   | DE14 (2 Wo.)DE | AT15 (2 Wo.)AT | CH30 (1 Wo.)CH | UK26 (1 Wo.)UK | US40 (1 Wo.)US | Erstveröffentlichung: 24. März 2017                    |
| 2019 | Heavy Metal Rules Steel Panther Inc.  | DE32 (2 Wo.)DE | AT20 (2 Wo.)AT | CH19 (1 Wo.)CH | UK43 (1 Wo.)UK | US131 (1 Wo.)US | Erstveröffentlichung: 27. September 2019               |
| 2023 | On the Prowl Steel Panther Inc.       | DE32 (2 Wo.)DE | AT27 (1 Wo.)AT | CH35 (1 Wo.)CH | — | — | Erstveröffentlichung: 24. Februar 2023                 |

### EPs
- 2003: Hole Patrol (als Metal Shop, Wiederveröffentlichung 2005 als Metal Skool)

### Singles
- 2001: Love Rocket (als Danger Kitty)
- 2003: Death to All but Metal (als Metal Shop)
- 2009: Death to All but Metal
- 2009: Community Property
- 2009: Eyes of a Panther
- 2009: Sexy Santa
- 2010: I Want It That Way
- 2011: If You Really, Really Love Me
- 2011: 17 Girls in a Row
- 2013: Party Like Tomorrow Is the End of the World
- 2014: The Burden of Being Wonderful
- 2014: Gloryhole
- 2014: You’re Beautiful When You Don’t Talk
- 2016: She's Tight
- 2016: Anything Goes
- 2017: Poontang Boomerang
- 2017: I Got What You Want
- 2022: Never Too Late (To Get Some Pussy Tonight)
- 2022: 1987

### Videoalben
| Jahr | Titel Musiklabel                    | Höchstplatzierung, Gesamtwochen, AuszeichnungChartsChartplatzierungen (Jahr, Titel, Musiklabel, Platzierungen, Wochen, Auszeichnungen, Anmerkungen) | Anmerkungen                            |
| Jahr | Titel Musiklabel                    | DE | Anmerkungen                            |
| ---- | ----------------------------------- | --- | -------------------------------------- |
| 2012 | The British Invasion Guitar Anarchy | DE97 (1 Wo.)DE | Erstveröffentlichung: 22. Oktober 2012 |

### Musikvideos
- 2005: Fat Girl (Thar She Blows) – The Video (als Metal Skool)
- 2009: Fat Girl (Thar She Blows)
- 2009: Death to All but Metal
- 2009: Community Property
- 2011: If You Really Really Love Me
- 2013: Party Like Tomorrow Is the End of the World
- 2014: The Burden of Being Wonderful
- 2014: Gloryhole
- 2014: Pussywhipped
- 2014: The Stocking Song
- 2015: Party Like Tomorrow Is the End of the World (Alternativvideo)
- 2016: That's When You Came In
- 2016: She’s Tight (feat. Robin Zander)
- 2016: Anything goes
- 2017: Poontang Boomerang
- 2017: I Got What You Want
- 2017: Wasted Too Much Time (feat. Stone Sour)
- 2019: All I Wanna Do Is Fuck (Myself Tonight)
- 2019: Always Gonna Be a Ho
- 2019: Gods of Pussy
- 2019: Heavy Metal Rules
- 2020: Fuck 2020
- 2022: Never Too Late (To Get Some Pussy Tonight)
- 2022: 1987
- 2023: Friends with Benefits

## Auszeichnungen für Musikverkäufe
| Goldene Schallplatte - Australien - 2012: für das Videoalbum The British Invasion |

Anmerkung: Auszeichnungen in Ländern aus den Charttabellen bzw. Chartboxen sind in ebendiesen zu finden.
| Land/RegionAuszeichnungen für Musikverkäufe (Land/Region, Auszeichnungen, Verkäufe, Quellen) | Gold     | Platin | Verkäufe | Quellen     |
| -------------------------------------------------------------------------------------------- | -------- | ------ | -------- | ----------- |
| Australien (ARIA)                                                                            | Gold1    | —      | 7.500    | aria.com.au |
| Vereinigtes Königreich (BPI)                                                                 | Gold1    | —      | 100.000  | bpi.co.uk   |
| Insgesamt                                                                                    | 2× Gold2 | —      |          |             |